# Nadnaravno (TV-serija)
Nadnaravno (izvirno Supernatural) je ameriška TV serija, ki jo je premierno prikazal The WB 13. septembra 2005.
Brata Dean in Sam Winchester sta v rani mladosti izgubila mamo v srhljivih okoliščinah, njun oče John pa je posvetil svoje življenje lovu na demona, ki je zakrivil smrt njegove žene. Sinova je s trdo roko vzgojil v vojaka, lovca na nadnaravne sile, da lahko človeštvo rešita pred silami teme.

## Sezone
| Sezone   | Epizode | Prvič predvajano na The WB/The CW | Prvič predvajano na TV3              |
| -------- | ------- | --------------------------------- | ------------------------------------ |
| 1.sezona | 22      | 13. september 2005 - 4. maj 2006  | 7. september 2009 - 6. oktober 2009  |
| 2.sezona | 22      | 28. september 2006 - 17. maj 2007 | 7. oktober 2009 - 5. november 2009   |
| 3.sezona | 16      | 4. oktober 2007 - 15. maj 2008    | 6. november 2009 - 27. november 2009 |
| 4.sezona | 22      | 18. september 2008 - 14. maj 2009 | 8. september 2010 - 7. oktober 2010  |
| 5.sezona | 22      | 10. september 2009 - 13. maj 2010 | 8. oktober 2010 - 8. november 2010   |
| 6.sezona | 22      | 24. september 2010 - 20. maj 2011 |                                      |
| 7.sezona | 23      | 23. september 2011 - 28. maj 2012 |                                      |
| 8.sezona | 23      | 3. oktober 2012 - 15. maj 2013    |                                      |
| 9.sezona | 23      | 8. oktober 2013 - 16. maj 2014    |                                      |

### Prva sezona
Brata Sam in Dean Winchester združita svoje moči, da bi našla svojega očeta Johna, ki se ni vrnil iz lova. Vendar pa njun oče ni tipičen lovec ampak lovi nadnaravna bitja, kot so: duhovi, vampirji, različni demoni,..., kar pa je naučil tudi sinova. Med iskanjem očeta pa morata rešiti še veliko nedolžnih ljudi, ki jih napadajo nadnaravna bitja. Sam med potjo začne skrivnostno dobivati vizije in sposobnosti. Ta sčasoma najdeta svojega očeta, ki razkrije, da je bitje, ki je ubilo njuno mater rumenooki demon, in edina stvar, ki ga lahko ubije je legendarna pištola, ki jo je ustvaril Samuel Colt.

### Druga sezona
V drugi sezoni se Sam in Dean sprva ukvarjata z očetovo smrtjo, nato pa se pomočjo novih zaveznikov (Ellen, Jo, Ash) lotita lova na rumenookega demona. Del velikega načrta demona se sčasoma pokaže, ko zbere Sama in njemu podobne , da se spopadejo do smrti. Dean na demonskem križišču sklene pakt, oživitev brata Sama za svojo dušo, ki bo zbrana v enem letu. V končnem spopadu Deanu ubije rumenookega demona, pri tem odpre vrata pekla in na prostost spusti številne demone in druga nadnaravna bitja.

### Tretja sezona
Sezona se večinoma osredotoča na rešitev Deana s pakta, in lovu na demone, ki so pobegnili skozi vrata pekela. Na poti spoznata demonko Ruby, ki ima interese v Samu in trdi, da lahko pomaga pri reševanju Deana. Spoznajo Belo Talbot, zbirateljico in prodajalko kultnih predmetov. Brata naposled izvesta, da ima močna demonka Lilith Deanovo pogodbo. Skupaj z Ruby jo poiščeta in poskušata ubiti. Lilith ne more ustaviti Sama zaradi njegove skrivnostne sposobnosti, vendar pa pogodba poteče in Deanova dušo gre v pekel.

### Četrta sezona
Na začetku sezone Deana iz pekla reši in pripelje nazaj angel z imenom Castiel. Preostali del sezone pa se zgodba vrti okoli bratov Winchester, ki s pomočjo Castiela poskušata preprečiti Lilithin načrt , da bi zlomila 66 pečatov in s tem na prostost izpustila Luciferja. Odnos med Samom in Deanom se zaosti, ko da Sam jasno vedeti Deanu, da je na Rubyjevi strani in da bo lahko le s pitjem demonske krvi porazi Lilith. Potem ko izsledi in ubije Lilith, Sam izve da je bila prav Lilith zadnji pečat in ga je Ruby ves čas zavajala. Dean prispe prepozno, da bi ga ustavil, temveč ubija Ruby, ko se pod njima odprejo vrata Luciferjevega zapora.

### Peta sezona
Zgodba se vrti okoli boja za ustavitev Luciferja in reševanjem sveta pred apokalipso. Sam in Dean se bojujeta proti angelom in demonom, ter proti svoji usodi, da postaneta orožji Michaela in Luciferja. Da bi premagala Luciferja se odločita, da bosta poiskala prstane štirih jezdecev apokalipse, ki delujejo kot ključ do Luciferjevega zapora. Veliko vlogo igra tudi primerjava usode proti svobodi in izbiri. Skozi sezono imajo Dean, Sam, Castiel in Bobby svojo krizo in skoraj obupajo, vendar pa s pomočjo medsebojne podpore zdržijo do konca.

### Šesta sezona
Sam se vrne iz pekla, Dean pa živi svoje življenje z Liso in Benom. Sam svoje vrnitve ne pokaže takoj saj sodeluje z njunim dedkom Samuelom in sorodniki, ki jih je nekdo vrnil v življenje. Dean se jim pridruži. Alfa pošasti, prve pošasti zbirajo in nosijo k demonu, ki je postal kralj pekla Crowleyu. Zmaj prikličejo mamo pošasti, ki pa jo z pomočjo feniksovega pepela iz preteklosti ubijejo. Crowley pa z pomočjo pošasti ugotavlja kako priti do purgatorija, skupaj s Castielom odpreta predor, Castiel je jezen na Boga, svojega očeta in zato posrka vso energijo vase ter se nekaj časa igra boga. Energija zanj postane premočna zato se odloči, da jo bo vrnil vendar Levaiatani, prve pošasti na svetu, ki jih je bog zaprl zaradi prekrutosti, zbežijo na prostost

## Glavni igralci
- Jared Padalecki (Sam Winchester)
- Jensen Ackles (Dean Winchester)
- Jim Beaver (Bobby Singer)
- Jeffrey Dean Morgan (John Winchester)
- Samantha Ferris (Ellen Harvelle)

## Nagrade in priznanja
- 2006 Nominacija za nagrado Teen Choice Jensen Ackles
- 2006 Nominacija za emmya (glasbena podlaga za serijo)
- 2007 Nominacija za nagrado Teen Choice Jared Padelcki
- 2008 Nominacija za emmya (glasbena podlaga za serijo)
- 2009 Nominacija za nagrado People's Choice (najboljša znanstveno fantastična TV-serija)
- 2010 Nagrada People's Choice za najboljšo znanstveno fantastično TV-serijo